# Dommitzscher Grenzbach (FFH-Gebiet)
Der Dommitzscher Grenzbach ist ein FFH-Gebiet in der Stadt Bad Schmiedeberg im Landkreis Wittenberg in Sachsen-Anhalt.

## Allgemeines
Das FFH-Gebiet besteht aus linienhaften Teilen mit einer Gesamtlänge von circa 6 Kilometern (beim Bundesamt für Naturschutz ist die Größe mit 5,8 Hektar angegeben). Es überlagert sich mit dem Landschaftsschutzgebiet „Dübener Heide“ und teilweise mit dem Naturdenkmal „Grenzbach Moschwig“. Das FFH-Gebiet grenzt an das FFH-Gebiet „Dommitzscher Grenzbachgebiet“ und das EU-Vogelschutzgebiet „Dübener Heide“ in Sachsen. Es ist durch die Landesverordnung zur Unterschutzstellung der Natura 2000-Gebiete im Land Sachsen-Anhalt (N2000-LVO LSA) seit dem 21. Dezember 2018 rechtlich gesichert. Zuständige untere Naturschutzbehörde ist der Landkreis Wittenberg.

## Beschreibung
Das FFH-Gebiet liegt südlich von Bad Schmiedeberg im Naturpark Dübener Heide an der Landesgrenze zu Sachsen. Es umfasst einen circa 6 km langen, einmal kurz unterbrochenen Abschnitt des Dommitzscher Grenzbachs mit seinen Ufern. Der Dommitzscher Grenzbach durchfließt überwiegend bewaldete Bereiche mit Erlen-Eschenwäldern, Moorwäldern und Eichenwäldern, die sich jeweils über das FFH-Gebiet hinaus erstrecken. Abschnittsweise grenzen Nass- und Feuchtgrünländer an. Der Bach beherbergt bemerkenswerte Bestände des Sumpfwassersterns. Nur kleinflächig sind feuchte Hochstaudenfluren mit Waldziest, Großem Springkraut, Echtem Mädesüß, Sumpfschafgarbe, Rohrglanzgras und Wasserdarm ausgebildet.
Die Erlen-Eschenwälder werden von Schwarzerle geprägt. In der Krautschicht siedeln Winkel- und Zittergrassegge, Waldschachtelhalm, Großes Springkraut und Buchenfarn. Die Moorwälder mit Kiefern und Moorbirken stocken auf bis zu zwei Meter mächtigen Torfschichten. In der Krautschicht siedeln die Torfmoose Sphagnum squarrosum und Sphagnum recurvum, Goldenes Frauenhaarmoos, Hundsstraußgras und Pfeifengras. In der Krautschicht der Eichenwälder mit Stieleichen und Birken siedeln Pfeifengras, Gewöhnlicher Dornfarn, Adlerfarn, Waldsauerklee und Heidelbeere.
Das Gebiet ist Lebensraum des Bibers und Nahrungshabitat verschiedener Fledermäuse wie Mopsfledermaus, Wasserfledermaus, Fransenfledermaus und Große Bartfledermaus.